# كوينسي شو
كوينسي شو (بالإنجليزية: Quincy Shaw)‏ هو لاعب كرة مضرب أمريكي، ولد في 30 يوليو 1869 في بوسطن في الولايات المتحدة، وتوفي في 8 مايو 1960.

## وصلات خارجية
- كوينسي شو على موقع رابطة محترفي التنس (الإنجليزية)
- كوينسي شو على موقع أرشيف التنس.كوم (الإنجليزية)